# Stephen Jones (Musiker)
Stephen Jones (* 16. September 1962 in Telford) ist ein englischer Musiker und Buchautor. Bekannt wurde er durch seine Band Babybird.
Stephen Jones wurde am 16. September 1962 im englischen Telford geboren. Seine Jugendjahre verbrachte er in Neuseeland. Seit seinem 18. Lebensjahr lebte er wieder in England, und zwar zunächst in Nottingham, ab 1996 in Sheffield, wo er Babybird ins Leben rief, dann in Manchester und schließlich in London, der Stadt, die ihm einerseits die gesuchte Anonymität bot, andererseits die Nähe zum Herz der Musikindustrie.
Jones hatte in seinem Einzimmerappartement ab 1993 mit einem Vierspurgerät über 400 Lieder (in entsprechender Lo-Fi-Qualität) aufgenommen. 1995 gründete er seine eigene Plattenfirma Baby Bird Recordings und veröffentlichte hintereinander innerhalb von nur sechs Monaten vier Alben, auf denen ausschließlich seine Kompositionen zu hören waren. 1996 erhielt er einen Plattenvertrag und gründete die Band Baby Bird. Einige Titel aus den ersten vier Alben und einige neue Aufnahmen erschienen im Oktober 1996 auf dem Album Ugly Beautiful.
Am 3. März 2003 veröffentlichte Stephen Jones das Soloalbum Almost Cured of Sadness (Sanctuary/Rough Trade). Am 25. September 2003 folgte ein weiteres Album mit dem Titel Plastic Tablets 2002 mit vier CDs. Ebenfalls im Jahr 2003 schrieb Jones den Soundtrack zum Film Blessed. Der Film kam nie in die Kinos und wurde lediglich im Jahr 2004 auf DVD herausgegeben. Der Soundtrack wurde nie verlegt, mit der Begründung, dass die Titel ohne die Bilder ihre Wirkung verlieren würden.
Ende des Jahres 2006 meldete sich Babybird mit dem Album Between My Ears There’s Nothing but Music zurück. Dieses wurde in Deutschland im Februar 2008 von dem Label Popup (Cargo Records) veröffentlicht. Am 10. November 2008 folgte das Doppelalbum Death of the Neighbourhood, welches ebenfalls als Soloprojekt von Stephen Jones verlegt wurde.
Seine eigenen Projekte ließen Stephen Jones genügend Zeit, sich ebenfalls in Projekte der Bands The Lightning Seeds, Aim oder All Seeing I, einzubringen. Für einige dieser Zusammenarbeiten lieh Jones den Bands seine Stimme oder agierte als Autor für einige Titel.
Auch auf zahlreichen Kompilationen sind Stücke von Jones zu finden. So reinterpretierte er gemeinsam mit Luke Scott im Jahre 2002 den Titel We All Make the Little Flowers Grow von Lee Hazlewood für die Kompilation Total Lee, für welche viele bekannte Bands Lieder des US-amerikanischen Sängers Lee Hazlewood neu einspielten.
Jones veröffentlicht seit der Auflösung von Babybird unter dem Namen „Black Reindeer“.
Neben seiner musikalischen Karriere schrieb Jones zwei Romane.

## Diskografie

### Alben

#### Als Baby Bird
- 1995: I Was Born a Man
- 1995: Bad Shave
- 1995: Fatherhood
- 1996: The Happiest Man Alive
- 1997: Dying Happy
- 2012: The Black Album

#### Als Babybird
- 1996: Ugly Beautiful
- 1998: There’s Something Going On
- 2000: Bugged
- 2006: Between My Ears There’s Nothing nut Music
- 2010: Ex-Maniac
- 2011: The Pleasures of Self Destruction
- 2012: Live at the Electric Ballroomv Bootleg 1996 (mp3-Album)
- 2013: Outtakes (mp3-Album)
- 2015: Missing Lofi  (mp3-Album)
- 2015: Missing Lofi 2 (mp3-Album)
- 2015: Missing Lofi 3 (mp3-Album)
- 2015: Babybird live in Vienna 2000 (mp3-Album)
- 2015: live sessions 1995-8 volume one (mp3-Album)
- 2015: live sessions 1995-8 volume two (mp3-Album)
- 2015: Rehearsal Tape  (mp3-Album)
- 2015: Cambridge junction (mp3-Album)
- 2015: Roadkiller (mp3-Album)
- 2015: road (mp3-Album)

### Kompilationen
- 1997: The Greatest Hits (2 CDs)
- 2002: The Original Lo-Fi (Box mit 5 CDs)
- 2004: The Best of Babybird
- 2012: The Original Lo-Fi Greatest Hits

### EPs
- 1997: Candy Girl EP1
- 1997: Candy Girl EP2
- 2000: Double A EP

### Singles
- 1995: Snake Caves / Baby Lemonade
- 1996: Goodnight
- 1996: You’re Gorgeous
- 1996: Farmer
- 1997: Candy Girl
- 1997: Cornershop
- 1998: Bad Old Man
- 1998: If You’ll Be Mine
- 1999: Back Together
- 1999: Drunk Car (auf Split 1 – limited Vinyl-7inch, mit East River Pipe)
- 2000: The F-Word
- 2000: Out of Sight
- 2006: Too Much / Dive
- 2010: Unloveable
- 2010: Maniac
- 2011: Can’t Love You Anymore
- 2012: F@&k You Father Xmas

### Soloveröffentlichungen
- 2003: Almost cured of sadness
- 2003: Plastic Tablets
- 2004: Soundtrack zum Film Blessed – Kinder des Teufels

### Als Death of the Neighbourhood
- 2008: Death of the Neighbourhood

### Als Black Reindeer
- 2012: Music For the Film That Never Got Made
- 2012: Real Life is Overrated
- 2013: A Difficult Third Album
- 2013: Due To A Lack of Excitement
- 2013: All Is Good
- 2013: The Ten Stages of Alcohol
- 2013: The End of Youth
- 2013: Death Is Stupid
- 2013: Death Is Stupid 2
- 2013: Demons Demons Demons
- 2013: Photo Of The Soul
- 2013: Photo Of The Soul 2
- 2014: cuts

## Literarische Werke
- 2000: The Bad Book (IMP Fiction, London)
- 2000: Travel Sickness (Die Gestalten Verlag, Berlin)
- 2003: Harry and Ida Swop Teeth (IMP Fiction, London)